# Yimnashana denticulata
Yimnashana denticulata là một loài bọ cánh cứng trong họ Cerambycidae.